# Teateråret 1985

## Händelser

### Mars
- 4 mars - Cirka 150 skådespelare som lämnat Svenska Teaterförbundet bildar Thaliaförbundet på ett möte i Malmö.[1]

### April
- 25 april - Lars Löfgren utses till ny chef för Kungliga Dramatiska Teatern i Stockholm från 1 juli 1985.[1]

### Okänt datum
- Ingvar Kjellson efterträder Lasse Pöysti som chef för Dramaten
- Göran Lindgren och Sandrews tar över Vasateatern
- Birgitta Palme blir chef för Göteborgs Stadsteater
- Åke Lundqvist efterträder Pierre Fränckel som chef för Uppsala stadsteater[2]

## Priser och utmärkelser
- 16 oktober - O'Neill-stipendiet tilldelas Sven Lindberg.[1]
- Thaliapriset tilldelas skådespelaren Sven Lindberg

## Årets uppsättningar

### September
- 13 september - Musikalen La cage aux Folles, med Jan Malmsjö i huvudrollen, har premiär på Malmö stadsteater.[1]

### December
- 7 december - August Strindbergs Fröken Julie, i regi av Ingmar Bergman, har premiär på Dramten i Stockholm.[1]

### Okänt datum
- Boulevardteatern inleder verksamheten med Michael Segerströms pjäs Teaterterroristerna.
- Galenskaparna och After Shave har sin tredje gemensamma revy Cyklar på Lisebergshallen.
- Lasse Berghagens musikal Världens galenskap har premiär på Chinateatern i Stockholm.

## Avlidna
- 13 oktober - Tage Danielsson, 57, svensk regissör och skådespelare.[1]